# Tom Rolf
Tom Rolf (Estocolmo, 31 de dezembro de 1931 — 14 de julho de 2014) foi um editor sueco-estadunidense. Venceu o Oscar de melhor montagem na edição de 1984 por The Right Stuff, ao lado de Glenn Farr, Lisa Fruchtman, Stephen A. Rotter e Douglas Stewart.